# El Hadjadj
El Hadjadj è un comune dell'Algeria, situato nella provincia di Chlef.